# USS Cleveland (LCS-31)
«Клівленд» (англ. USS Cleveland (LCS-31)) — бойовий корабель прибережної зони типу «Фрідом».
Свою назву отримав на честь міста Клівленд у штаті Огайо. Це 4-й корабель з такою назвою у складі ВМС США.

## Історія створення
Бойовий корабель прибережної зони «Клівленд» був замовлений 15 січня 2019 року.
Корабель був закладений 16 червня 2021 року на верфі «Marinette Marine».